# Sus oliveri
Sus oliveri is een varken dat voorkomt op het eiland Mindoro in de westelijke Filipijnen. Van deze soort zijn vier schedels en een hoofdhuid bekend. S. oliveri werd oorspronkelijk als een ondersoort van het Filipijnse wrattenzwijn beschreven, maar later als een aparte soort erkend. Deze soort verschilt voornamelijk van andere soorten in kenmerken van de schedel. De soort is genoemd naar William Oliver, die veel heeft bijgedragen aan de bescherming van varkens en andere dieren.